# Sankt Niklaus
Sankt Niklaus (walsertyska: Zaniglas, franska: Saint-Nicolas) är en ort och kommun i distriktet Visp i kantonen Valais i Schweiz. Kommunen har 2 268 invånare (2023).